# Pia Marais

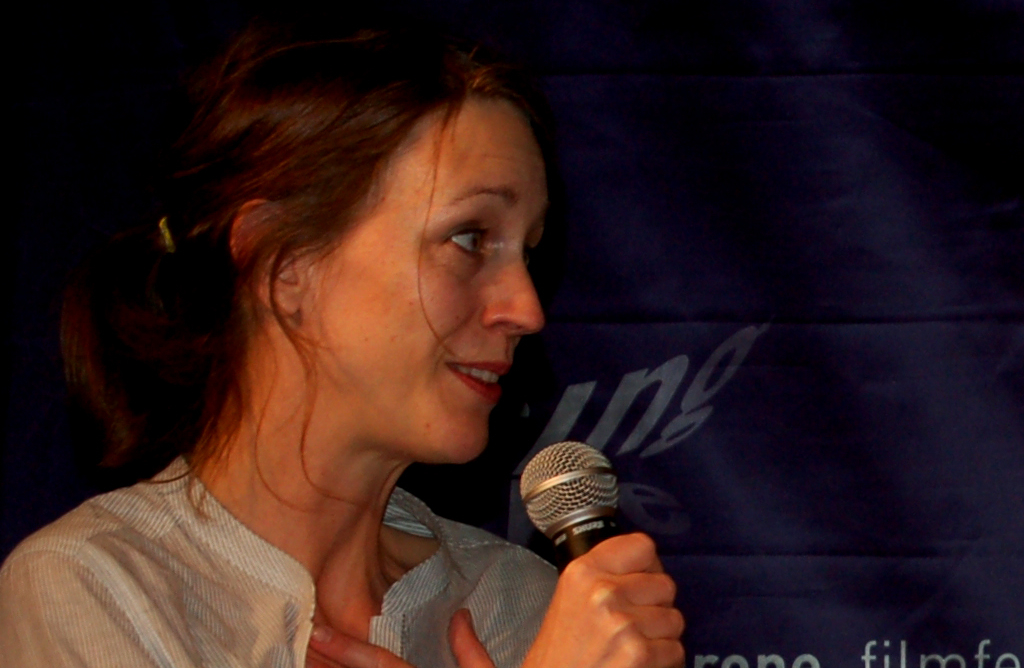
Pia Marais (2007)

Pia Marais (* 1971 in Johannesburg, Südafrika) ist eine deutsche Filmregisseurin und Drehbuchautorin.

## Leben
Pia Marais ist die Tochter einer Schwedin und eines Südafrikaners. Geboren in Johannesburg, wuchs sie in Südafrika, Schweden und Spanien auf. Ihren Schulabschluss absolvierte sie an einer Waldorfschule. Zunächst studierte sie Fotografie und Bildhauerei in London, Amsterdam und an der Kunstakademie Düsseldorf. Daran anschließend erhielt sie einen Studienplatz an der Deutschen Film- und Fernsehakademie Berlin (DFFB).
Im Jahr 2007 gab sie mit Die Unerzogenen ihr Spielfilmdebüt. Ihr zweiter Film Im Alter von Ellen mit Jeanne Balibar in der Hauptrolle hatte seine Premiere 2010 auf dem Filmfestival in Locarno.
Für den in Südafrika spielenden Thriller Layla Fourie kehrte Pia Marais an den Ort ihrer Kindheit zurück. Der Film wurde 2013 in den Wettbewerb der 63. Berlinale aufgenommen und erhielt von der Internationalen Jury eine lobende Erwähnung.
Pia Marais lebt in Berlin.

## Filmografie (Auswahl)
- 1996: Loop (Kurzfilm)
- 1998: Deranged (Kurzfilm)
- 1999: Tricky People (Kurzfilm)
- 2003: 17 (Kurzfilm)
- 2007: Die Unerzogenen
- 2010: Im Alter von Ellen
- 2013: Layla Fourie
- 2017: So auf Erden
- 2024: Transamazonia

## Auszeichnungen
- 2007: Crossing Europe Award – Best Fiction Film für Die Unerzogenen
- 2011: Crossing Europe Award – Best Fiction Film für Im Alter von Ellen